# RKVV Wilhelmina in het seizoen 1964/65
Het seizoen 1964/1965 was het 10e jaar in het bestaan van de betaaldvoetbalclub Wilhelmina uit de Nederlandse stad 's-Hertogenbosch. De club kwam uit in de Tweede divisie B en eindigde daarin op de 12e plaats. Tevens deed de club mee aan het toernooi om de KNVB beker, hierin werd in de eerste ronde verloren van Sportclub Enschede (0–3).

## Wedstrijdstatistieken

### Tweede divisie B
|       | Baronie | BVV   | D.F.C. | Fortuna | 't Gooi | Helmondia '55 | Hermes DVS | HVC   | Limburgia | LONGA | NOAD  | Roda JC | SVV   | Xerxes |
| ----- | ------- | ----- | ------ | ------- | ------- | ------------- | ---------- | ----- | --------- | ----- | ----- | ------- | ----- | ------ |
| Thuis | 3 – 1   | 2 – 2 | 1 – 4  | 0 – 1   | 4 – 2   | 1 – 2         | 1 – 3      | 2 – 3 | 0 – 1     | 7 – 2 | 3 – 2 | 2 – 5   | 1 – 2 | 2 – 3  |
| Uit   | 3 – 3   | 0 – 1 | 5 – 1  | 5 – 1   | 1 – 1   | 2 – 1         | 2 – 4      | 2 – 4 | 0 – 1     | 4 – 2 | 2 – 1 | 2 – 1   | 6 – 4 | 1 – 2  |

### KNVB beker
| 1e ronde                                               | Wilhelmina | 0 – 3 (0 – 2) | Sportclub Enschede                          |
| 4 oktober 1964 Plaats: 's-Hertogenbosch De Wolfsdonken |            |               | 4', 65' Issy ten Donkelaar 27' Kalle Oranen |

## Statistieken Wilhelmina 1964/1965

### Eindstand Wilhelmina in de Nederlandse Tweede divisie B 1964 / 1965
| Stand | Gespeeld | Gewonnen | Gelijk | Verloren | Punten | Doelpunten voor | Doelpunten tegen |
| ----- | -------- | -------- | ------ | -------- | ------ | --------------- | ---------------- |
| 12e   | 28       | 9        | 3      | 16       | 21     | 56              | 68               |

### Topscorers
| Competitie \| # \| Naam \| \| \| -------------- \| ------------------ \| -- \| \| 1. \| Jan Burg \| 13 \| \| 1. \| Nico Gloudemans \| 13 \| \| 3. \| Theo Borsten \| 12 \| \| 4. \| Frans Burg \| 6 \| \| 5. \| Jan Boor \| 5 \| \| 6. \| Piet Vaes \| 3 \| \| 7. \| Piet Dankers \| 1 \| \| 7. \| Wim van den Heuvel \| 1 \| \| 7. \| Jan Roos \| 1 \| \| Eigen doelpunt \| \| \| \| – \| Theo Simons (NOAD) \| 1 \| \| Totaal \| Totaal \| 56 \| |                    |      |
| # | Naam               | Goal |
| 1. | Jan Burg           | 13   |
| 1. | Nico Gloudemans    | 13   |
| 3. | Theo Borsten       | 12   |
| 4. | Frans Burg         | 6    |
| 5. | Jan Boor           | 5    |
| 6. | Piet Vaes          | 3    |
| 7. | Piet Dankers       | 1    |
| 7. | Wim van den Heuvel | 1    |
| 7. | Jan Roos           | 1    |
| Eigen doelpunt |                    |      |
| – | Theo Simons (NOAD) | 1    |
| Totaal | Totaal             | 56   |

|}